# Rehhorst
Rehhorst ist eine Gemeinde im Kreis Stormarn in Schleswig-Holstein.

## Geografie
Rehhorst liegt etwa fünf Kilometer nördlich von Reinfeld (Holstein). Die Bißnitz und die Wohldbek fließen durch die Gemeinde.
Die Gemeinde besteht seit dem Inkrafttreten der Gemeindereform aus den bis dahin selbständigen Ortsteilen Rehhorst, Willendorf und Pöhls. Die Außensiedlungen heißen Hamannsöhlen, Voßkaten und Neukoppel.

## Geschichte
Am 1. Januar 1978 wurden die Gemeinden Pöhls und Willendorf eingegliedert.

## Politik

### Gemeindevertretung
Bei der Kommunalwahl am 14. Mai 2023 wurden insgesamt neun Sitze vergeben. Von diesen erhielten die Allgemeine Kommunale Wählergemeinschaft Rehhort, die CDU und die SPD jeweils drei Sitze.

### Wappen
Blasonierung: „Durch einen schräglinken breiten goldenen Wellenbalken, belegt mit drei aufrechten grünen Buchenblättern, geteilt, begleitet oben in Blau von einem linksgewendeten wachsenden silbernen Reh, unten in Rot von einer goldenen Rapsblüte.“

## Persönlichkeiten
- August Jauch (1848–1930), Gutsbesitzer, Rittmeister und Hamburger Politiker
- Karl Doormann (1858–nach 1922), Reichstagsabgeordneter
- Dora Möller (1894–1981), Politikerin
- Horst Wernecke (1933–2021), Lehrer und niederdeutscher Schriftsteller
- Verena Vernunft (* 1945), Künstlerin